# Občina Krapinske Toplice
Krapinske Toplice so občina v Krapinsko-zagorski županiji na Hrvaškem; sedež občine so Krapinske Toplice.
Občina Krapinske Toplice se razprostira na površini 49 km² in šteje 5.744 prebivalcev (popis 2001), ki živijo v sedemnajstih naseljih.
Ostala naselja ki tvorijo občino, so: Čret (664 prebivalcev), Donje Vino (139), Gregurovec (130), Hršak Breg (150), Jesenovac Zagorski (94), Jurjevac (162), Klokovec (719), Klupci (125), Lovreća Sela (239), Mala Erpanja (751), Meturovec (106), Oratlje (217), Selno (442), Slivonja Jarek (115), Viča Sela (182), Vrtnjakovec (192).